# Curt Pohlmeyer
Curt Pohlmeyer (* 31. März 1887 in Hörde; † 25. November 1955 in Goslar) war ein deutscher Offizier, zuletzt SS-Brigadeführer und Generalmajor der Polizei.

## Leben
Pohlmeyer diente im Ersten Weltkrieg und wurde mit dem Eisernen Kreuz (1914), II. Klasse ausgezeichnet. Nach dem Krieg wirkte er in der Garde-Kavallerie-Schützen-Division. Pohlmeyer trat zum 1. Mai 1933 der NSDAP bei (Mitgliedsnummer 2.280.260) und schloss sich auch der SS an (SS-Nummer 327.417). Ab 1937 führte er als Kommandeur die Schutzpolizei in Bremen. Während des Zweiten Weltkrieges war er unter anderem vom 5. April 1939 bis 1. Januar 1940 Inspekteur und Befehlshaber der Ordnungspolizei im Wehrkreis I (Königsberg) und später beim Stab Oberabschnitt Donau eingesetzt.